# Éditions Points
Pour les articles homonymes, voir point.
Points est une maison d'édition française appartenant au groupe Médias Participations.

## Historique
Points est une maison d'édition de poche généraliste (littérature, policier, documents, poésie, thriller, sciences humaines…). Fondé en 1970 au sein des Éditions du Seuil par Bruno Flamand, la collection de poche Points a d'abord commencé avec un catalogue de sciences humaines, les Points thématiques.
D'autres collections sont venues s'ajouter par la suite telles que Points Romans (1980), Points Policier (1982) et Points Thriller (2006) mais aussi : Points Grands Romans (2006), Points Le Goût des Mots (2006, dirigée par Philippe Delerm), Points Poésie (2006, dirigée par Alain Mabanckou), Points Signatures (2008, créée par Véronique Ovaldé), Points Aventure (2013, dirigée par Patrice Franceschi), Points Vivre (2014), Points Terre (2014), Points Récit (2020), Points Féminismes (2021, dirigée par Gabriella Larrain,).
En publiant près de 300 nouveautés chaque année avec un catalogue actif de presque 6000 références, Points se distingue comme un éditeur majeur du marché du poche adulte dont les ventes de livres sont d'environ 4 millions par an. Le catalogue Points compte, toutes collections confondues, 27 auteurs ayant reçu le prix Nobel de littérature.

## Collections
- Points Policiers, Points thrillers & Points romans noirs
- Points Romans & Grands Romans
- Points Documents
- Points Goût des mots
- Points Sciences-Humaines / Essais / Histoire
- Points Économie
- Points Récits
- Points Sagesses
- Points Féminisme
- Points Poésie
- Points Vivre
- Points Aventure
- Points Signatures

## Prix des lecteurs de Points
Le jury est composé de 30 lecteurs et de 30 professionnels (libraires), pour une dizaine d'ouvrages sélectionnés chaque année.

### Prix du meilleur polar des lecteurs de Points
Le « prix du meilleur polar des lecteurs de Points » a été créé en 2010.
Lauréats :
- 2010 : Antonin Varenne, Fakirs
- 2011 : Pete Dexter, Cotton point
- 2012 : Tana French, Les Lieux infidèles
- 2013 : Thomas H. Cook, Au lieu-dit Noir-Étang...
- 2014 : Karim Miské, Arab Jazz
- 2015 : Dror Mishani, Une disparition inquiétante
- 2016 : Sara Gran, La Ville des morts
- 2017 : Cedric Bannel, Baad
- 2018 : Fabrice Papillon, Dernier Hyver
- 2019 : Christian Blanchard, Iboga
- 2021 : Robert Pobi, City of windows
- 2022 : Gabrielle Massat, Le goût du rouge à lèvres

### Prix du meilleur roman des lecteurs de Points
Le « prix du meilleur roman des lecteurs de Points » a été créé en 2013.
- 2013 : Une femme fuyant l'annonce de David Grossman
  - sélection : Accabadora de Michela Murgia - Scintillation de John Burnside - Freedom  de Jonathan Franzen - Grand-père avait un éléphant de Vaikom Muhammad Basheer - Les Mille automnes de Jacob de Zoet de David Mitchell - Les Étoiles dans le ciel radieux de Alan Warner - L'Ombre de moi-même de Aimee Bender - Bataille de chats de Eduardo Mendoza - L'Attente de l’aube de William Boyd - Les Sœurs Brelan de François Vallejo - Marcus de Pierre Chazal
  - Président du jury : Marie Desplechin Karoo de Steve Tesich (prix posthume)
  - sélection : Le roi n'a pas sommeil de Cécile Coulon - La Singulière Tristesse du gâteau au citron d'Aimee Bender - Le Roman du mariage de Jeffrey Eugenides - Pourquoi être heureux quand on peut être normal de Jeanette Winterson - Promenade avec les hommes de Ann Beattie - Télex de Cuba de Rachel Kushner - Les baleines se baignent nues d'Éric Gethers - Qu’avons-nous fait de nos rêves ? de Jennifer Egan - Rêves oubliés de Léonor de Récondo
  - Président du jury : Agnès Desarthe
- 2015 : Mudwoman de Joyce Carol Oates
  - sélection[6] : Elle marchait sur un fil de Philippe Delerm - Dans le Pavillon rouge de Pauline Chen - La Lettre à Helga de Bergsveinn Birgisson - L'Italienne d'Adriana Trigiani - Les Fidélités de Diane Brasseur - Un paradis trompeur de Henning Mankell - La Confrérie des moines volants de Metin Arditi - Sulak de Philippe Jaenada - Le Garçon incassable de Florence Seyvos
- 2016 : le prix est dorénavant décerné en milieu d'année, il passe donc directement à 2017.
- 2017 : L'Enfant qui mesurait le monde de Metin Arditi
  - sélection[7] : Ce cœur changeant de Agnès Desarthe - L'Île du Point Némo de Jean-Marie Blas de Roblès - Au départ d'Atocha de Ben Lerner - Le Donjon de Jennifer Egan - Le linguiste était presque parfait de David Carkeet - Illska d'Eiríkur Örn Norðdahl - Je me suis tue de Mathieu Menegaux - Manhattan People de Christopher Bollen - Candide et Lubrique d'Adam Thirwell
- 2018 : Une bouche sans personne de Gilles Marchand
- 2019 : Les Buveurs de lumière de Jenni Fagan
- 2020 : Voyou de Itamar Orlev
- 2021 : A crier dans les ruines[8] de Alexandra Koszelyk
- 2022 : Là où chantent les écrevisses[9] de Delia Owens. L'œuvre a été adapté au cinéma la même année, avec Daisy Edgar Jones qui interprète le rôle de Kya Clark, Taylor John Smith le rôle de Tate Walker et Harris Dickinson le rôle de Chase Andrews.

### Prix du meilleur récit des lecteurs Points
Le Prix du Meilleur Récit des Lecteurs Points a été initié en 2020. Il se déroule depuis 2021 en partenariat avec le CELSA Sorbonne Université. « Ce partenariat avec les Éditions Points répond à une attente très forte des étudiantes et des étudiants du CELSA Sorbonne Université qui participent chaque année à des activités d’écriture animés par des écrivain(e)s et des enseignant(e)s et s’essaient à différents formats (poésie, scénario et nouvelles). L’occasion pour eux d’explorer l’édition sous un autre angle. » déclare Olivier Aïm, enseignant-chercheur, responsable de ces ateliers d’écriture et du partenariat.
- 2020 : Darling Days[11],[12], d'iO Tillet Wright.
- 2021 : L'effet maternel[13], de Virginie Linhart[14]
- 2022 : Le fumoir[15],[16], de Marius Jauffret. Ce prix a été fait en partenariat avec le CELSA, dont les 60 étudiants et étudiantes en 3e année de licence, ont voté pour l'œuvre de Marius Jauffret. Les autres titres de la sélection étaient les suivants : Rumeurs d'Amérique d'Alain Mabanckou, 209 rue Saint-Maur de Ruth Zylberman, Chaudun la Montagne blessée de Luc Bronner et Miarka d'Antoine de Meaux.